# سعید بن احمد
سعید بن احمد بن سعید بوسعیدی (؟ – ۱۸۰۳) امام و سلطان عمان از سال ۱۷۷۵ تا ۱۷۷۹ میلادی بود. او در سال ۱۷۷۹ توسط برادرش سلطان بن احمد برکنار شد.

## زندگی
سعید بن احمد پس از مرگ پدرش در شهر رستاق زاده شد. او شاعر بود و در سال ۱۸۰۳ در شهرستان رستاق درگذشت.